# Michael Jacobs
Pour les articles homonymes, voir Jacobs.
Michael Jacobs est un producteur de télévision, scénariste, compositeur et réalisateur américain.

## Filmographie

### Comme réalisateur
- 2023 : Maybe I Do

### Comme producteur
- 1997 : You Wish (en) (série télévisée)
- 1994 : Quiz Show de Robert Redford
- 2001 : Untitled Sisqo Project (TV)
- 2005 : Les Amoureux de Noël (Christmas in Boston) (TV)
- 2006 : Menace au paradis (Love Thy Neighbor) (TV)
- 2006 : L'enfer de glace (Absolute Zero) (TV)
- 2006 : Relation fatale (Night of Terror) (TV)
- 2006 : Une femme modèle (Past Sins) (TV)
- 2006 : Obsession maternelle (Cries in the Dark) (TV)

### Comme scénariste
- 1995 : Maybe This Time (en) (série télévisée)
- 2006-2007 : Makaha Surf (Beyond the Break) (série télévisée)
- 2023 : Maybe I Do de lui-même